# Намбу (пиштољ)
Намбу М14 (енгл. Nambu pistol), јапански  полуаутоматски пиштољ с почетка 20. века. Коришћен је као службено оружје јапанске војске у Првом и Другом светском рату.

## Карактеристике
Полуаутоматски пиштољ Намбу је радио на принципу кратког трзања цеви. Укупне масе око 900 г и калибра 8 мм, пунио се оквиром са 8 метака. Почетна брзина метка износила је око 320 м/с.

## Историја
Први јапански полуаутоматски пиштољ Намбу (тип А) усвојен је 1909. као службено оружје јапанске војске. Последња верзија овог пиштоља, тип 14, произведена је 1925. и остала је у служби до краја Другог светског рата.

## Спољашњи извори
- History of WWI Primer 070: Japanese Nambu Type A Modified Documentary
- Nambu Type 14 Pistol - In The Movies